# Linda Dangcil
Linda Dangcil est une actrice américaine née le 19 juin 1942 à San Francisco, Californie (États-Unis), morte le 7 mai 2009 au Centre médical Cedars-Sinai de Los Angeles.

## Filmographie
- 1954 : Jubilee Trail (it) de Joseph Kane : Rosita
- 1957 : Escape from Red Rock : Elena Chavez
- 1960 : Peter Pan (TV) : Indian
- 1961 : Le Temps du châtiment (The Young Savages) : Maria Amora
- 1966 : El Dorado de Howard Hawks : Bit part
- 1967 : La Sœur volante : (TV)Sœur Ana
- 1971 : The Impatient Heart (TV)
- 1973 : Villa Alegre (série TV) : Elena
- 1979 : The Last Word de Roy Boulting : Fabi
- 1985 : Jem (série TV) : Raya / Carmen Alonso (voix)
- 1986 : The Adventures of McGee and Me (en) (série TV) : Mrs. Harman, the School Teacher (1986-????)
- 1988 : A Pup Named Scooby-Doo (série TV) : Additional Voices (voix)
- 1996 : The Making of a Hollywood Madam (TV)
- 1973 : Les Feux de l'amour ("The Young and the Restless") (série TV) : Mrs. Martinez (1997, 1999, 2002)
- 1998 : The Bad Pack (en) : Helena